# Josef Škop (kněz)
Josef Škop (30. března 1921 – 11. listopadu 1957 řeka Labe, poblíž Hřenska) byl český římskokatolický kněz, úpický kaplan, původem ze Smidar, který se v roce 1957 neúspěšně pokusil ve skafandru podplavat řeku Labe s cílem překonat státní hranici do Východního Německa a následně přes Západní Berlín emigrovat na západ.

## Pokus o útěk ze země

### Pozadí
Z Československa ovládaného komunistickým režimem, který katolické duchovní perzekvoval, se rozhodl v roce 1957 emigrovat. Rozhodl se tak učinit přes území NDR. Vzhledem k absenci Berlínské zdi bylo v té době totiž možné z Východního Německa volně vstoupit do Západního Berlína a z něj poté pokračovat na západ. Hranice s Německou demokratickou republikou byla navíc střežena méně než hranice s Západním Německem či Rakouskem, přesto však nebylo její překročení legální bez povolení, které ovšem nebylo snadné získat (právě z důvodu četných útěků na západ přes Západní Berlín).

### Průběh
Hranici se rozhodl překročit po hladině řeky Labe tak, aby nemohl být zpozorován. K tomuto účelu si vyrobil vlastní třídílný skafandr za použití nepromokavého plátna, izolační pásky, dýchací hadice nebo třeba hrnce. O půlnoci 11. listopadu 1957 se rozhodl svůj plán uskutečnit v Hřensku. Přestože byl skafandr konstrukčně zhotovený po stránce těsnění správně, a skutečně do něj nenatekla žádná voda, kvůli vysokému tlaku u dna řeky se nedokázal nadechnout a ve skafandru se udusil. Nalezen byl o den později na území NDR v přístavu Schmilka.